# St. Kilian (Oettingshausen)

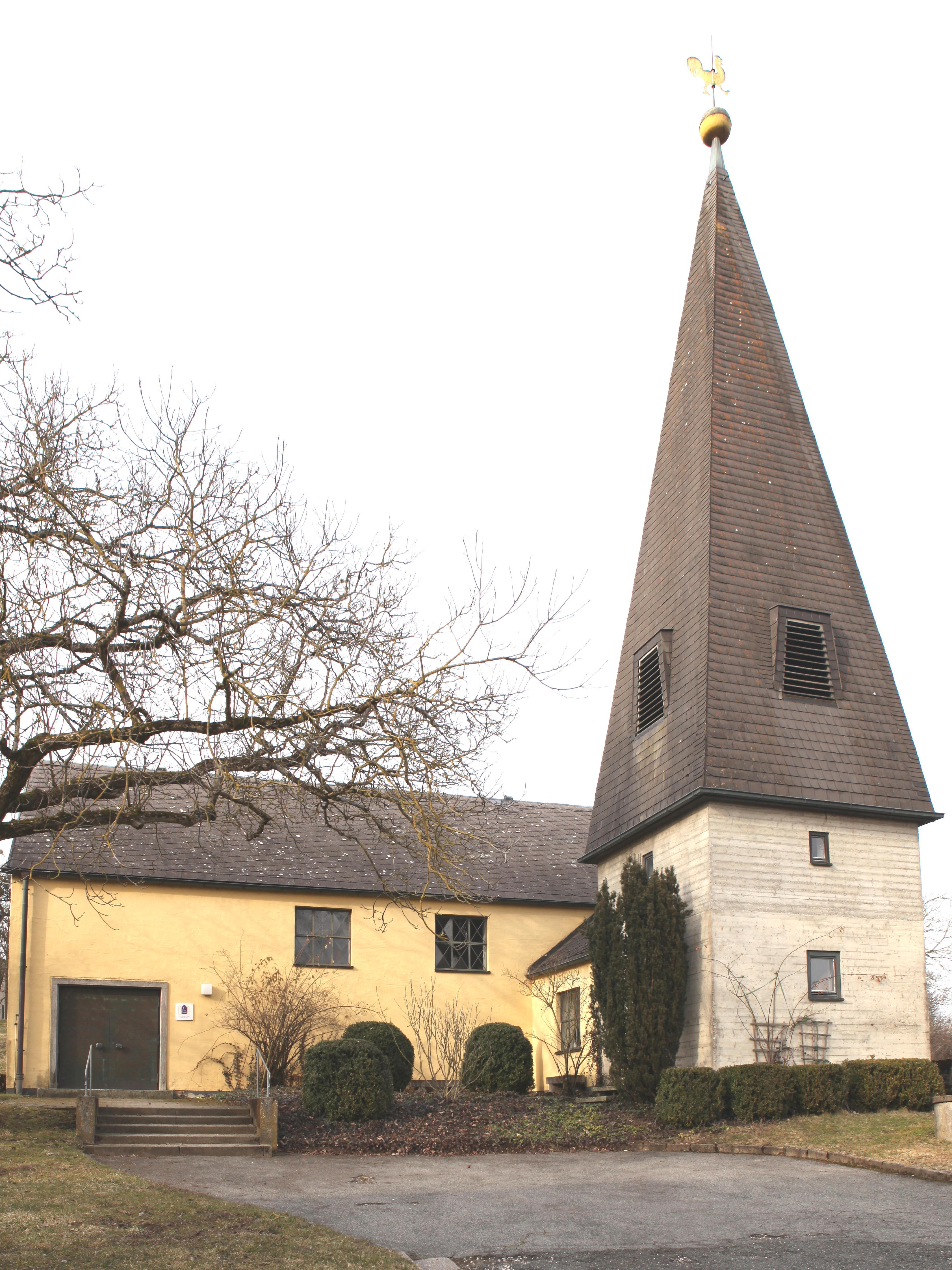
Kilianskirche in Oettingshausen

Die evangelisch-lutherische Kirche St. Kilian im oberfränkischen Oettingshausen, einem Gemeindeteil von Bad Rodach im Landkreis Coburg, wurde 1970 eingeweiht. Sie steht unter Denkmalschutz.

## Geschichte
Oettingshausen ist eine der ältesten Pfarreien im Coburger Land. Sie wurde im Mittelalter von der Urpfarrei Heldburg abgetrennt und Mutterpfarrei der Orte Großwalbur, Breitenau, Ottowind, Ahlstadt, Grattstadt, Rottenbach und des östlichen Teils von Elsa. Im Jahr 1387 war der Pfarrherr zu Oettingshausen Dekan des Landkapitels Coburg im dritten Archidiakonat des Bistums Würzburg. Während und nach der Reformationszeit wurden bis auf Ottowind die Filialgemeinden selbstständig. Grattstadt gehörte ab 1728 zur Kirchengemeinde Ahlstadt. Erster evangelischer Pfarrer war Magister Johann Betheuser.
Im Dreißigjährigen Krieg wurde die Kirche schwer zerstört. 1953 wurde bei der Kirche ein Massengrab aus jener Zeit gefunden. Der Wiederaufbau erfolgte erst im 18. Jahrhundert. Von 1637 bis 1651 gab es keinen Pfarrer. Ab 1923 wurde die Pfarrei Ahlstadt/Grattstadt wieder vom Pfarrer in Oettingshausen mitverwaltet. Seit August 1977 gehört die Kirchengemeinde Oettingshausen, die kleinste im Coburger Dekanat, zum Großwalburer Kirchsprengel.
Ursprünglich stand eine Wehrkirche ummauert an einer kleinen Anhöhe über dem Mittelpunkt des Dorfes (50° 21′ 8″ N, 10° 50′ 36″ O). Es war eine Chorturmkirche, die letztmals 1750 umgestaltet wurde. Der im Kern gotische Kirchturm trug an der Westseite die Jahreszahl 1576 und wurde Mitte des 19. Jahrhunderts im oberen Teil erneuert, das Langhaus im Jahr 1822 umfangreich restauriert.
Zwischen 1966 und 1969 wurde die Kirche wegen Baufälligkeit abgetragen. Ein Neubau an anderer Stelle, im Pfarrgarten, wo früher ein Brauhaus stand, dessen alleinige Nutzungsrechte der Pfarrer hatte, wurde am 25. Oktober 1970 eingeweiht. Er entstand nach Plänen des Schwürbitzer Architekten Herbert Fischer. Aus der alten Kirche wurden das Vortragekreuz, die Bänke und die Barockorgel mitgenommen. Ein Wandbild des Künstlers Eitel Klein aus Nürnberg schmückt den Innenraum. Es zeigt Jesus predigt den Menschen das Evangelium, Paulus wird vor Damaskus berufen, der Frankenherzog Gozbert wird von Kilian getauft und eine Abendmahlsszene aus unserem Jahrhundert.

## Orgel

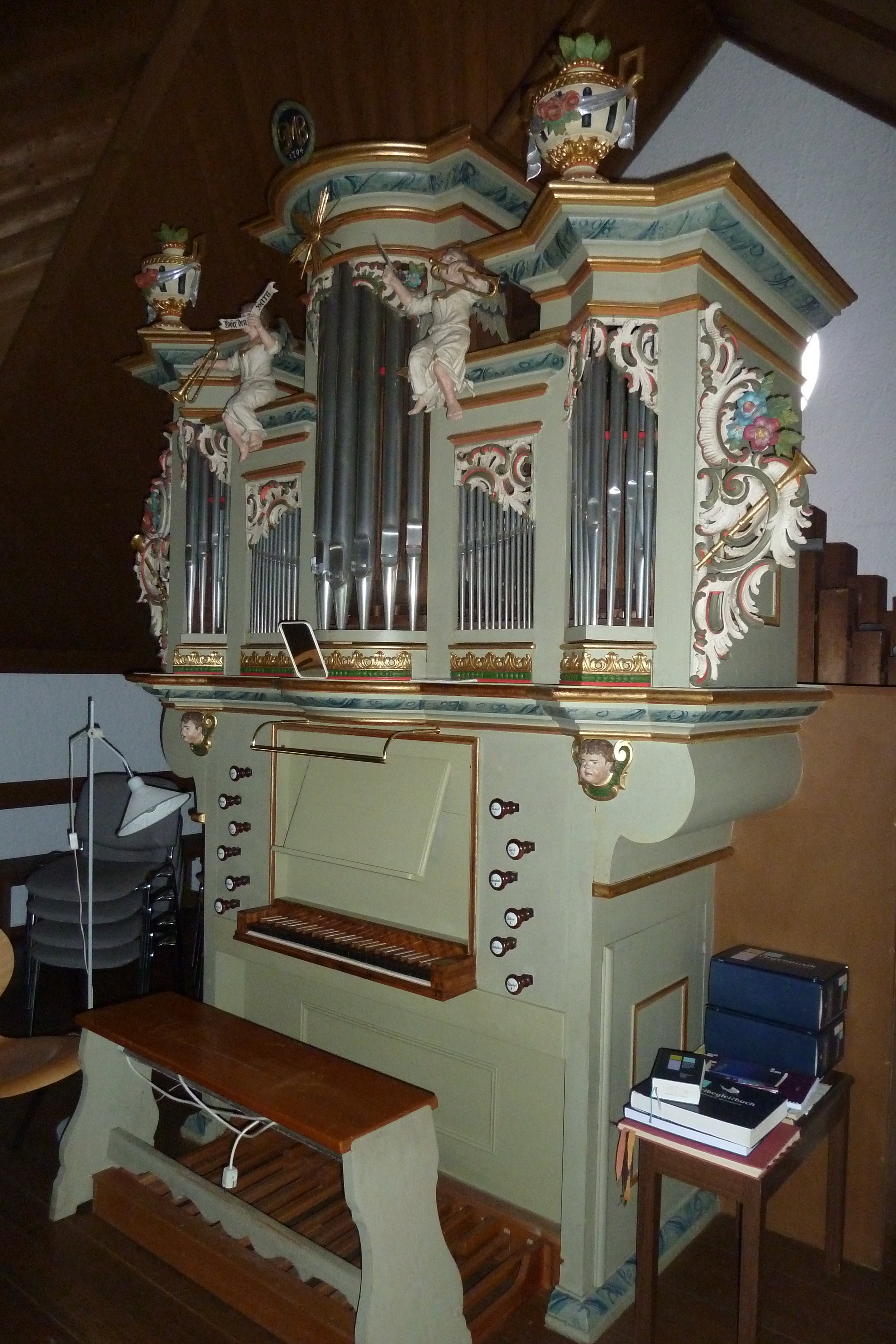
Orgel

Die erste nachgewiesene Orgel wurde wohl 1744 erbaut und aufgrund eines schlechten Zustandes durch einen Neubau ersetzt. Dieser entstand 1790/91 durch den Neustadter Orgelbauer Johann Andreas Hofmann für 170 Reichstaler und das Altmaterial. Wahrscheinlich wurde das alte Gehäuse bei dem einmanualigen Instrument mit seinen neun Registern wiederverwendet. 1822 erfolgte eine gründliche Reinigung, um 1897 eine Ausbesserung von Mängeln und 1966 eine Restaurierung bei Hoffmann in Ostheim. Die Hofmann’sche Disposition wurde dabei stark verändert. Nur noch ein Teil der Pfeifen ist original. Im Jahr 2002/2003 wurde die Orgel für 10.000 Euro saniert. Das Orgelgehäuse hat einen schmalen Unterbau und einen fünfteiligen Prospekt mit einer weißgolden Fassung sowie einem Schleier aus Rokokoschweifwerk, die Ohren außerdem mit Früchten und Blasinstrumenten geschnitzt. An den Pfeifenfüßen befinden sich Zierleisten mit Blattschnitzerei, über den Spitztürmen klassizistische Vasen, auf den Zwischengesimsen sitzen Trompete blasende Engel, die Schriftbänder halten. Am Mittelturm ein Zimbelstern, darüber eine kleine Inschrifttafel mit der Aufschrift „GMB 1794“.